# Enmebaragesi
Enmebaragesi oder Mebaragesi (* ca. 2615 v. Chr.; † ca. 2585 v. Chr.) war ein sumerischer König der Etana-Dynastie in der Stadt Kiš. Sein Sohn und Nachfolger war Agga.
Enmebaragesi erscheint in den späteren Königslisten. Er ist der erste sumerische Herrscher, der auch auf zeitgenössischen Denkmälern belegt ist. Sein Name erscheint auf einer Steinschale aus Hafaǧi und auf einer, die im Kunstmarkt gekauft wurde.